# Nothingface
Nothingface foi um quarteto estadunidense de metal alternativo/heavy metal, formado em 1994 por Tom Maxwell, Bill Gaal, Chris Houck e David Gabbard, o ultimo sendo substituido por Matt Holt. A banda lançou quatro álbuns de estúdio conseguindo moderadamente sucesso. Apesar da pouca popularidade é considerada pelos críticos como uma das melhores bandas de metal alternativo do final dos anos 90 e Inicio do século 21. Sendo conhecidos por canções como Ether, Pacifier,   Breathe Out e o Hit Bleeder.

## Integrantes
Formação final
- Matt Holt - vocais (1995–2004, 2005–2009; falecido em 2017)
- Tom Maxwell - guitarra (1993–2004, 2005–2009)
- Bill Gaal - baixo (1993–2001, 2001–2004, 2007–2009)
- Chris Houck - bateria (1993–2000, 2008–2009)

Ex-membros
- David Gabbard – vocais (1994–1995)
- Jerry Montano – baixo (2001, 2005–2007)
- Tommy Sickles – bateria (2000–2004, 2005–2007)

## Discografia
- Nothingface (1994) - demo
- Nothinface (1995)
- Pacifier (1997)
- An Audio Guide to Everyday Atrocity (1998)
- Violence (2000)
- Skeletons (2003)
- Nothingface (2009) - remasterizado